# Lý Quý Lan
Lý Quý Lan (李贵蘭, mất 784), vốn tên là Lý Dã (李冶), có sách chép là Lý Dụ (李裕), Lý Đãi (李紿) là một nữ thi nhân, nữ đạo sĩ và kỹ nữ người Trung Quốc thời Trung Đường, nổi tiếng vì tài làm thơ xuất chúng cũng như sắc đẹp tuyệt trần. Vào những năm loạn lạc cuối thời nhà Đường, Lý Quý Lan bị buộc tội phản quốc vì những bài thơ chê bai triều đình mà phản thần Chu Thử ép nàng phải viết. Nàng bị kết án tử hình và bị xử tử năm 784. Lý Quý Lan là một trong số ít nữ thi nhân thời Đường mà vẫn còn thơ tồn tại đến ngày nay.
Lý Quý Lan cùng Tiết Đào, Lưu Thái Xuân và Ngư Huyền Cơ được xưng làm "Đường triều Tứ đại nữ thi nhân" (四大女诗人).

## Tiểu sử
Lý Quý Lan sinh ra tại Ngô Hưng, thuộc địa cấp thị Hồ Châu, tỉnh Chiết Giang ngày nay. Ngay từ khi còn nhỏ, nàng đã yêu thích làm thơ và được cha nàng mô tả là "đặc biệt thông minh" khi lên sáu, sau khi ông đọc một bài thơ mà nàng đã viết. Tuy nhiên, ông cũng lo lắng là nàng sẽ lớn lên và trở thành một cô gái "lẳng lơ". Cha nàng khuyến khích nàng trau dồi khả năng văn chương của mình và tin rằng tài năng của Quý Lan sẽ bị lãng phí nếu phải đi lấy chồng.
Là một kỹ nữ, Quý Lan đặc biệt được biết đến với "vẻ đẹp và sự duyên dáng", cũng như tài nghệ về thơ ca, âm nhạc và thư pháp. Nàng nổi tiếng trong giới văn học và kết giao với các nhà thơ nổi tiếng đương thời như Lưu Trường Khanh, Hiểu Nhiên và Lục Vũ. Những tác phẩm của nàng đã được những người đương thời ca ngợi. Tuy nhiên nàng cũng phải mang tiếng xấu là người "lẳng lơ".
Trong một lần dự Hội thư. Các văn sĩ thích thơ văn đều tập trung đến đó, tình cờ Lý Quý Lan gặp lại Lục Vũ. Họ cùng uống rượu, ngâm thơ, nói chuyện. Hai người rất tâm đầu ý hợp, tình cảm sâu nặng. Cuối năm Đường Đại Lịch, triều đình hạ chiếu triệu Quý Lan vào cung để ngâm thơ, ca hát cho Đường Đại Tông nghe. Nàng ở lại cung điện khoảng một tháng, được hoàng đế đối xử xa hoa. Tuy nhiên, Quý Lan lại thích cuộc sống vô tư trước đây và được phép trở về nhà.
Năm 783, xảy ra binh biến Kinh Nguyên. Chu Thử tạo phản, chiếm được kinh thành Trường An rồi xưng đế. Chu Thử ép Lý Quý Lan viết thơ chê bai triều đình nhà Đường. Một năm sau, Chu Thử bị đánh bại, Đức Tông trở về kinh thành, có người đem chuyện đó cáo giác làm nhà vua nổi giận. Lý Quý Lan bị buộc tội phản quốc vì thơ phản Đường của nàng. Nàng bị kết án tử hình và bị xử tử năm 784.

## Tác phẩm tiêu biểu
Trong Toàn Đường thi thời nhà Thanh vẫn còn lưu lại 18 bài thơ của Lý Quý Lan. Một trong số đó là: 
| 相思怨 人道海水深， 不抵相思半。 海水尚有涯， 相思渺無畔。 攜琴上高樓， 樓虛月華滿。 彈著相思曲， 弦腸一時斷。 | Phiên âm Nhân đạo hải thủy thâm, Bất để tương tư bán. Hải thủy thượng hữu nhai, Tương tư diểu vô bạn. Huề cầm thượng cao lâu, Lâu hư nguyệt hoa mãn. Đàn trước tương tư khúc, Huyền trường nhất thì đoạn. | Tương tư oán Người nói rằng nước biển sâu, Nhưng không bằng một nửa mối tương tư. Nước biển vẫn có bờ, Những nỗi nhớ thương chẳng có bến. Ôm đàn lên lầu cao, Lầu vắng chỉ có hoa và trăng đầy ắp. Khúc tương tư vừa dạo lên, Trong lòng bỗng như có sợi dây đứt. |